# Reichstagswahlkreis Reuß älterer Linie

Die Wahlkreisaufteilung des Deutschen Reichs.

Der Reichstagswahlkreis Reuß älterer Linie (Wahlkreis 374) war ein Wahlkreis für die Reichstagswahlen im Deutschen Reich und im Norddeutschen Bund von 1867 bis 1918.

## Wahlkreiszuschnitt
Der Wahlkreis umfasste das Fürstentum Reuß älterer Linie.
Der Wahlkreis war stark industrialisiert und eine Parteihochburg der SPD Reuß älterer Linie. Er gehörte zu den Reichstagswahlkreisen mit den wenigsten Wählern.
| Jahr | Einwohner |
| ---- | --------- |
| 1890 | 62.754    |
| 1895 | 67.468    |
| 1900 | 68.396    |
| 1905 | 70.603    |
| 1910 | 72.769    |

|      | Landwirtschaft | Industrie und Gewerbe | Handel und Dienstleistungen |
| ---- | -------------- | --------------------- | --------------------------- |
| 1895 | 19,8           | 66,9                  | 13,4                        |
| 1907 | 15,9           | 69,8                  | 14,3                        |

|      | Evangelisch | Katholisch |
| ---- | ----------- | ---------- |
| 1890 | 98,1        | 1,5        |
| 1905 | 97,1        | 1,7        |
| 1910 | 96,9        | 1,8        |

## Abgeordnete
| Wahl                                 | Abgeordneter                    | Partei                      | Bild |
| ------------------------------------ | ------------------------------- | --------------------------- | ---- |
| Reichstagswahl Februar 1867 bis 1871 | Karl Salzmann                   | Nationalliberale Partei     | 0    |
| Reichstagswahl 1871 bis 1874         | Heinrich Ludwig von Kommerstädt | Konservativ                 |      |
| Reichstagswahl 1874 bis 1877         | Heinrich Bernhard Oppenheim     | Deutsche Fortschrittspartei | 0    |
| Reichstagswahl 1877 bis 1878         | Wilhelm Blos                    | SAP                         |      |
| Reichstagswahl 1878 bis 1881         | Carl Anton Merz                 | Deutschkonservative Partei  | 0    |
| Reichstagswahl 1881 bis 1884         | Wilhelm Blos                    | SAP                         | 0    |
| Reichstagswahl 1884 bis 1887         | Philipp Wiemer                  | SAP                         | 0    |
| Reichstagswahl 1887 bis 1890         | Otto Henning                    | Deutsche Fortschrittspartei | 0    |
| Reichstagswahl 1890 bis 1907         | Karl Hermann Förster            | SPD                         |      |
| Reichstagswahl 1907 bis 1912         | Julius Arnold                   | Deutschkonservative Partei  | 0    |
| Reichstagswahl 1912 bis 1912         | Karl Hermann Förster            | SPD                         |      |
| Nachwahl 1912 bis 1918               | Max Cohen                       | SPD                         |      |

## Wahlen

### 1867 (Februar)
Es fand nur ein Wahlgang statt.
| Kandidat                        | Partei      | Stimmen | in % | Anmerkungen     |
| ------------------------------- | ----------- | ------- | ---- | --------------- |
| Karl Salzmann                   | NLP         |         | 0    | Mandatsgewinner |
| Heinrich Ludwig von Kommerstädt | Konservativ |         | 0    | 0               |

### 1867 (August)
Es fand nur ein Wahlgang statt.
| Kandidat                        | Partei      | Stimmen | in % | Anmerkungen     |
| ------------------------------- | ----------- | ------- | ---- | --------------- |
| Karl Salzmann                   | NLP         |         | 0    | Mandatsgewinner |
| Heinrich Ludwig von Kommerstädt | Konservativ |         | 0    | 0               |

### 1871
Es fand nur ein Wahlgang statt.
| Kandidat                        | Partei      | Stimmen | in % | Anmerkungen     |
| ------------------------------- | ----------- | ------- | ---- | --------------- |
| Karl Salzmann                   | NLP         |         | 0    | 0               |
| Heinrich Ludwig von Kommerstädt | Konservativ |         | 0    | Mandatsgewinner |
| Sonstige                        | 0           |         | 0    | 0               |

### 1874
Es fanden zwei Wahlgänge statt. Am 10. Januar 1874 ergab sich im ersten Wahlgang:
| Kandidat                    | Partei | Stimmen | in % | Anmerkungen |
| --------------------------- | ------ | ------- | ---- | ----------- |
| Franz Kamigann              | Soz    |         | 0    | 0           |
| Heinrich Bernhard Oppenheim | NLP    |         | 0    | 0           |
| Heinrich Schwarz            | Kons   |         | 0    | 0           |
| Sonstige                    | 0      |         | 0    | 0           |

Am 24. Januar 1874 fand die Stichwahl statt
| Kandidat                    | Partei | Stimmen | in % | Anmerkungen     |
| --------------------------- | ------ | ------- | ---- | --------------- |
| Franz Kamigann              | Soz    |         | 0    | 0               |
| Heinrich Bernhard Oppenheim | NLP    |         | 0    | Mandatsgewinner |
| Sonstige                    | 0      |         | 0    | 0               |

### 1877
Es fand nur ein Wahlgang statt.
| Kandidat                    | Partei | Stimmen | in % | Anmerkungen     |
| --------------------------- | ------ | ------- | ---- | --------------- |
| Heinrich Bernhard Oppenheim | NLP    |         | 0    | 0               |
| Wilhelm Blos                | Soz    |         | 0    | Mandatsgewinner |
| Justizrat Dietel            | kons   |         | 0    | 0               |
| Sonstige                    | 0      |         | 0    | 0               |

### 1878
Es fand nur ein Wahlgang statt.
| Kandidat        | Partei | Stimmen | in % | Anmerkungen     |
| --------------- | ------ | ------- | ---- | --------------- |
| Carl Anton Merz | kons   |         | 0    | Mandatsgewinner |
| Wilhelm Blos    | Soz    |         | 0    | 0               |
| Sonstige        | 0      |         | 0    | 0               |

### 1881
Es fanden zwei Wahlgänge statt. Am 27. Oktober 1881 ergab sich im ersten Wahlgang:
| Kandidat             | Partei | Stimmen | in % | Anmerkungen |
| -------------------- | ------ | ------- | ---- | ----------- |
| Karl Gotthold Krause | NLP    |         | 0    | 0           |
| Anton Merz           | kons   |         | 0    | 0           |
| Wilhelm Blos         | Soz    |         | 0    | 0           |
| Sonstige             | 0      |         | 0    | 0           |

Am 7. November 1881 fand die Stichwahl statt
| Kandidat     | Partei | Stimmen | in % | Anmerkungen     |
| ------------ | ------ | ------- | ---- | --------------- |
| Anton Merz   | kons   |         | 0    | 0               |
| Wilhelm Blos | Soz    |         | 0    | Mandatsgewinner |
| Sonstige     | 0      |         | 0    | 0               |

### 1888
Es fanden zwei Wahlgänge statt. Am 28. Oktober 1884 ergab sich in der Hauptwahl:
| Kandidat        | Partei | Stimmen | in % | Anmerkungen |
| --------------- | ------ | ------- | ---- | ----------- |
| Heinrich Arnold | kons   |         | 0    | 0           |
| Wilhelm Blos    | Soz    |         | 0    | 0           |
| Sonstige        | 0      |         | 0    | 0           |

Wilhelm Blos gewann sowohl den Wahlkreis Braunschweig-Stadt als auch den Wahlkreis Reuß älterer Linie. Er nahm das Mandat in Braunschweig an. Am 27. Dezember 1884 fand die Nachwahl wegen der Nichtannahme von Wilhelm Blos statt:
| Kandidat       | Partei | Stimmen | in % | Anmerkungen     |
| -------------- | ------ | ------- | ---- | --------------- |
| Oscar Liebmann | kons   |         | 0    | 0               |
| Philipp Wiemer | Soz    |         | 0    | Mandatsgewinner |
| Sonstige       | 0      |         | 0    | 0               |

### 1887
Es fanden zwei Wahlgänge statt. Am 21. Februar 1887 ergab sich im ersten Wahlgang:
| Kandidat       | Partei | Stimmen | in % | Anmerkungen |
| -------------- | ------ | ------- | ---- | ----------- |
| Otto Henning   | DRP    |         | 0    | 0           |
| Philipp Wiemer | Soz    |         | 0    | 0           |
| Oskar Liebmann | kons   |         | 0    | 0           |
| Sonstige       | 0      |         | 0    | 0           |

Am 2. März 1887 fand die Stichwahl statt
| Kandidat       | Partei | Stimmen | in % | Anmerkungen     |
| -------------- | ------ | ------- | ---- | --------------- |
| Otto Henning   | DRP    |         | 0    | Mandatsgewinner |
| Philipp Wiemer | Soz    |         | 0    | 0               |
| Sonstige       | 0      |         | 0    | 0               |

### 1890
Bei der Reichstagswahl 1890 einigten sich die Kartellparteien (NLP und Konservative) auf einen Wahlkreiskandidaten der DRP, den Buchdruckereibesitzer Otto Henning. Es kam dennoch zu einer Spaltung des bürgerlichen Lagers, das die "Landeszeitungspartei" den Kammergutspächter Moritz Werner als Kandidaten aufstellte. Es fand nur ein Wahlgang (20. Februar 1890) statt. Die Zahl der abgegebenen Stimmen betrug 11.496, die Wahlbeteiligung 83,8 %. 11.456 Stimmen waren gültig.
| Kandidat             | Partei | Stimmen | in % | Anmerkungen |
| -------------------- | ------ | ------- | ---- | ----------- |
| Karl Hermann Förster | SPD    | 5885    | 51,4 | 0           |
| Otto Henning         | DRP    | 2124    | 18,5 | 0           |
| Moritz Werner        | Kons   | 3372    | 29,8 | 0           |
| Dr. Theodor Barth    | Freis  | 75      | 0,7  | 0           |
| Sonstige             | 0      |         | 0    | 0           |

### 1893
Die NLP wollte als Kandidaten den Kaufmann Weinmann aufstellen, konnte sich bei den Verhandlungen der Kartellparteien aber nicht durchsetzten. Kompromisskandidat wurde der Landgerichtspräsident Hofmann. Es fand nur ein Wahlgang (15. Juni 1893) statt. Die Zahl der abgegebenen Stimmen betrug 10.711, die Wahlbeteiligung 76,5 %. 10.682 Stimmen waren gültig.
| Kandidat             | Partei | Stimmen | in % | Anmerkungen |
| -------------------- | ------ | ------- | ---- | ----------- |
| Karl Hermann Förster | SPD    | 6041    | 56,5 | 0           |
| Heinrich Hofmann     | Kons   | 4002    | 37,5 | 0           |
| Paul Förster         | DS     | 627     | 5,9  | 0           |
| Sonstige             | 0      | 12      | 0,1  | 0           |

### 1898
Die Kartellparteien einigten sich erneut auf Heinrich Hofmann als Kandidaten. Gegen den Willen des nationalliberalen Wahlkreisvereins kandidierte das NLP-Mitglied Löbich; diese Kandidatur blieb aber bedeutungslos. Auf der agrar-antisemitischen Seite einigten sich die Christlich Soziale Partei, die Deutsch Soziale Reformpartei und der Bund der Landwirte auf die Kandidatur von Franz Wagner (CS). Es fand nur ein Wahlgang (16. Juni 1898) statt. Die Zahl der abgegebenen Stimmen betrug 11.546, die Wahlbeteiligung 77,0 %. 11.500 Stimmen waren gültig.
| Kandidat             | Partei | Stimmen | in %  | Anmerkungen |
| -------------------- | ------ | ------- | ----- | ----------- |
| Karl Hermann Förster | SPD    | 6339    | 55,1  | 0           |
| Heinrich Hofmann     | Kons   | 3607    | 31,4} | 0           |
| Löbich               | NLP    | 176     | 1,5   | 0           |
| Franz Wagner         | CS     | 1374    | 12,0  | 0           |
| Sonstige             | 0      | 4       | 0     | 0           |

### 1903
Julius Arnold wurde bei der Reichstagswahl 1903 von NLP, Konservativen, FVP, DS und dem BdL unterstützt, konnte das Mandat aber dennoch nicht erobern. Es fand nur ein Wahlgang (16. Juni 1903) statt. Die Zahl der abgegebenen Stimmen betrug 13.626, die Wahlbeteiligung 89,4 %. 13.550 Stimmen waren gültig.
| Kandidat             | Partei | Stimmen | in % | Anmerkungen |
| -------------------- | ------ | ------- | ---- | ----------- |
| Karl Hermann Förster | SPD    | 6840    | 50,5 | 0           |
| Julius Arnold        | Kons   | 6706    | 49,5 | 0           |
| Sonstige             | 0      | 3       | 0    | 0           |

### 1907
Auch bei der Reichstagswahl 1907 einigten sich alle Parteien außer der SPD auf einen "regierungsfreundlichen" Kandidaten. Dieser konnte sich in der aufgeheizten Stimmung der "Hottentottenwahlen" auch bei Rekordwahlbeteiligung durchsetzen. Es fand nur ein Wahlgang (25. Januar 1907) statt. Die Zahl der abgegebenen Stimmen betrug 15.035, die Wahlbeteiligung 95,1 %. 14.938 Stimmen waren gültig.
| Kandidat             | Partei | Stimmen | in % | Anmerkungen |
| -------------------- | ------ | ------- | ---- | ----------- |
| Julius Arnold        | Kons   | 8583    | 57,5 | 0           |
| Karl Hermann Förster | SPD    | 6353    | 42,5 | 0           |
| Sonstige             | 0      | 36      | 0    | 0           |

### 1912
Bei der Reichstagswahl 1912 sollte Erich Burchardt der gemeinsame Kandidat der liberalen und konservativen Parteien werden. Allerdings hatten NLP und VoVP ein übergeordnetes Wahlabkommen für Thüringen geschlossen, demnach die FoVP im Wahlkreis 371 auf eine Sonderkandidatur verzichten wollte und dafür die Kandidatur hier erhalten sollte. Daher hielt die FoVP an ihrem Kandidaten Walther Matheus fest. Es fand nur ein Wahlgang (12. Januar 1912) statt. Die Zahl der abgegebenen Stimmen betrug 16.765, die Wahlbeteiligung 94,0 %. 16.677 Stimmen waren gültig.
| Kandidat             | Partei | Stimmen | in % | Anmerkungen                                                          |
| -------------------- | ------ | ------- | ---- | -------------------------------------------------------------------- |
| Karl Hermann Förster | SPD    | 8537    | 54,5 | 0                                                                    |
| Erich Burchardt      | NLP    | 3802    | 24,3 | Greizer Gymnasialprofessor als Vertreter des Vaterländischen Vereins |
| Walther Matheus      | FoVP   | 3319    | 21,2 | Chefredakteur                                                        |
| Sonstige             | 0      | 47      | 0    | 0                                                                    |

### Nachwahl 1912
Nach dem Tod von Karl Hermann Förster war eine Nachwahl notwendig. Das früherer Bündnis aus Liberalen und Konservativen endete. National- und Linksliberale einigten sich auf den späteren Reichskanzler Stresemann, die Konservativen, der Bund der Landwirte und die DSP unterstützen den Antisemiten Lattmann. Es fand nur ein Wahlgang (19. Dezember 1912) statt.
| Kandidat          | Partei | Stimmen | in % | Anmerkungen |
| ----------------- | ------ | ------- | ---- | ----------- |
| Max Cohen         | SPD    | 7911    | 53,5 | 0           |
| Gustav Stresemann | NLP    | 5329    | 36,0 | 0           |
| Wilhelm Lattmann  | DSP    | 1571    | 10,5 | 0           |
| Sonstige          | 0      |         | 0    | 0           |